# Harlingen (Stauseegemeinde)
Harlingen (luxemburgisch Harelⓘ, französisch Harlange) ist eine Ortschaft in der Stauseegemeinde, Kanton Wiltz, in Luxemburg.
Am 1. Januar 1979 fusionierte die Gemeinde Harlingen mit der Gemeinde Mecher zur Stauseegemeinde.